# Terry Callier
Terrence O. Callier (Chicago, 24 de mayo de 1945 - 28 de octubre de 2012), conocido como Terry Callier, fue un cantautor y guitarrista estadounidense de jazz, soul y folk.

## Biografía
Callier nació en la zona norte de Chicago y creció en el área residencial de Cabrini-Green. Aprendió piano, fue amigo de la infancia de Curtis Mayfield, Major Lance y Jerry Butler, y comenzó a cantar en grupos de doo-wop en su adolescencia. En 1962 hizo una prueba en Chess Records, donde grabó su sencillo de debut, «Look at Me Now».

## Discografía
La obra de Callier –quien fue amigo de infancia de Curtis Mayfield– se distinguió por una mezcla de folk y soul y tuvo dos capítulos creativos con un largo paréntesis de silencio. Grabó su primer álbum en 1964, aunque no se publicaría hasta cuatro años más tarde: "The New Folk Sound Of Terry Callier". A este seguirían discos como "Occasional Rain" (1972) y "What Color Is Love" (1973); este último está considerado su obra maestra.
Callier se retiró a principios de los años ochenta y no reaparecería hasta 1998 con "TimePeace". Este regreso, propiciado por los buscadores de rare grooves británicos, despertó el interés en su obra pretérita y le sirvió para obtener un reconocimiento que no logró en la primera etapa de su carrera. Colaboró con, entre otros, Beth Orton, 4 Hero y Massive Attack. Su último álbum de estudio, "Hidden Conversations", está fechado en 2009.

### Álbumes de estudio
- The New Folk Sound of Terry Callier (1964)
- Occasional Rain (1972)
- What Color Is Love (1973)
- I Just Can't Help Myself (1974)
- Fire On Ice (1977)
- Turn You To Love (1978)
- TC in DC (recorded live in Washington D.C. 1982) (1996)
- Timepeace (1998) #92 UK
- Lifetime (1999) #96 UK
- Live at Mother Blues (1964) (2000)
- Alive With Terry Callier (2001)
- Speak Your Peace (2002) #156 UK
- Total Recall (remixes) (2003)
- Lookin' Out (2004)
- Welcome Home (Live) (2008)
- Hidden Conversations (2009)

### Compilaciones
- The Best Of Terry Callier on Cadet (1991)
- Essential - The Very Best Of Terry Callier (1998) #193 UK
- First Light (1998)
- As We Travel (Harmless Records Compilation) (2002)
- Life Lessons (40 Years and Running, Double CD) (2006)
- VA - "Late Night Tales" mixed by The Cinematic Orchestra (2010)

### DVD/vídeo
- Terry Callier - Live in Berlin (Universal Music 2005) Prod.: Modzilla Films/Beatrice Tillmann

### Apariciones
- Vocals on The Juju Orchestra's - What Is Hip (2007)
- Vocals on Massive Attack's "Live With Me" (2006)
- Vocals on Hardkandy's "Advice" (2006)
- Vocals on Nujabes's "Modal Soul" (2005)
- Vocals on Jean-Jacques Milteau's "Blue 3rd" (2003)
- Vocals on Cirque du Soleil's "Varekai" (2002)
- Vocals on 4 Hero's "The Day of the Greys" (2001)
- Vocals on Koop's "In A Heartbeat" (2001)
- Vocals on Beth Orton's Central Reservation (1999)
- Vocals on Kyoto Jazz Massive's "Deep in Your Mind" (2002)
- Vocals on Grand Tourism's "Les Courants d'Air" (2001)
- Spoken Word Intro on Compilation "A Slice of Paradise Vol.1" (2004)